# 892
892 (DCCCXCII) fue un año bisiesto comenzado en sábado del calendario juliano, en vigor en aquella fecha.

## Acontecimientos
- Galicia - Ordoño II, rey de Galicia con 30 000 gallegos, ataca Évora (Crónica de Al-Nasir).
- Los magiares llegan al oeste del Dnieper por haber sido expulsados de su anterior territorio por los pechenegos.